# 블라디미르 코스마
블라디미르 코스마(루마니아어: Vladimir Cosma, Chevalier ONLH, 1940년 4월 13일 ~ )는 루마니아 부쿠레슈티의 음악가 가정에서 태어난 프랑스의 영화 음악 작곡가이자 지휘자이다.

## 집안
아버지 테오도르 코스마는 피아니스트이면서 지휘자였고, 어머니 카롤라는 송라이터, 삼촌 에드가르도 작곡가 겸 지휘자이다. 할머니 자매 중 한 명은 피아니스트로 페루초 부소니의 제자였다.

## 발자취

### 등장
아버지가 지휘자로 있는 《오케스트라 일렉트레코드》를 위해 대중 음악이나 극 음악으로 위장한 다소 재즈 기법으로 관현악 곡 편곡 및 작곡을 처음 시도한다. 부쿠레슈티 국립 음악원에서 바이올린과 작곡 부문의 1등상 수상 후, 그는 1963년 파리에 도착하여, 파리국립고등음악원에서 나디아 불랑제와 대위법 및 악곡 분석 수업을 지속하였다. 1964년을 시작으로 바이올리니스트로 세계를 순회하며 공연하지만, 점차 작곡에 헌신한다.

### 영화 음악
1966년 어느 날, 평소에 흥모하던 미셸 르그랑의 공연이 예정된 살 가보(salle Gaveau)에 찾아 갔다. 공연이 끝나자, 그에게 직접 음악을 연주하고, 루마니아에서 간신히 떠나 녹음 테이프를 들려줄 약속을 받았다. 그렇게, 인기 순위 일종의 TV 프로그램인 디스코라마에서 관현악 편곡을 맡았다. 그 당시 미셸 르그랑은 《로슈포르의 연인들》(Les Demoiselles de Rochefort)에서 사운드트랙을 작곡하고 있었고, 그가 계약한 영화 음악들에 관현악 편곡도 시작하였다. 1968년 이브 로베르 감독이 미셸 르그랑을 대신해서 《이 세상에서 가장 행복한 사나이》(Alexandre le bienheureux) 음악을 제안하였다. 그 후로 300개 이상의 장편 영화 및 TV 시리즈의 스코어를 작곡하여 왔다. 그의 작품중에 한국에서는 《라붐》의 주제가 Reality, 《라붐2》의 주제가 Your Eyes, 나나 무스쿠리의 Only Love (TV 미니시리즈 《Mistral's Daughter》의 주제가)와 《유 콜 잇 러브》의 주제가 등 다수의 영화음악들이 사랑받고 있다.

## 주요 작품
- 《스파이 오퍼레이션》(Le Grand Blond avec une chaussure noire)
- 《매드매드 II 펀치》(Les Aventures de Rabbi Jacob)
- 《맛있게 드십시요》(L'Aile ou la Cuisse)
- 《라붐》(La Boum)
- 《디바》(Diva)
- 《염소》(La Chèvre)
- 《에이스 중의 에이스》(L’As des as)
- 《유 콜 잇 러브》(L'Étudiante)
- 《마르셀의 여름》(La Gloire de mon père)